# Jean-Roger Bourdeu
Pour les articles homonymes, voir Bourdeu.

a Compétitions nationales et continentales officielles uniquement.

b Matchs officiels uniquement.
Dernière mise à jour le 2 mars 2012.
Jean-Roger Bourdeu, né le 6 janvier 1927 à Gan et mort le 3 décembre 2007 à Anglet, est un joueur de rugby à XV qui a été international en équipe de France.
Roger Bourdeu et ses frères Jacques Bourdeu et Michel Bourdeu débutent le rugby au Gan olympique, comme son cousin Fernand Bourdeu et Robert Labarthette.
Il rejoint ensuite la Section paloise, le FC Lourdes et le Stade montois au poste de troisième ligne aile. Son frère Jacques joua à ses côtés également comme troisième ligne centre à la Section paloise et au Stade montois. Roger Bourdeu devient vice-président du Gan olympique en 1956, permettant au club de rester à flot. Il est inhumé à Gan.

## Biographie

### Carrière en club

#### Débuts à Pau
Roger Bourdeu et ses frères grandissent près de la gare de Gan. Son père Fernand et son oncle Roger tiennent la scierie "les Établissements Bourdeu Fernand & Roger".
Bourdeu a fait ses premiers pas dans le sport en rugbyman au sein de l'équipe des Coquelicots du lycée de Pau en 1942. Ses aptitudes athlétiques et sa vitesse ont rapidement été mises en évidence, ce qui lui a permis de se faire remarquer et de rejoindre le grand club béarnais de la Section paloise, l'année suivant le titre de 1946. Pratiquant l'athlétisme, il évolue aux côtés de Jean-Paul Martin du Gard.

#### FC Lourdes
En 1948, Roger Bourdeu a rejoint le FC Lourdes, bien que ce club comptait déjà de nombreux talents en troisièmes lignes. En raison de la concurrence acharnée de Jean Prat, Thomas Mantérola ou Henri Domec, Bourdeu a également joué en tant que trois-quarts aile, où sa vitesse et sa puissance (1,82 m pour 84 kg) ont fait de lui un ailier redoutable. Après la finale 1953 qu'il dispute à l'aile, Bourdeu change d'air.

#### Section paloise
En 1953, Roger Bourdeu signe de nouveau à la Section paloise. Le départ de Roger Bourdeu à  la Section paloise a suscité des regrets parmi les supporters du FC Lourdes. En quatre saisons, il avait été un élément essentiel des succès de son club, notamment en marquant des essais décisifs lors de la victoire en Coupe de France en 1950. Bourdeu était également reconnu pour sa bonne camaraderie et sa polyvalence. Le F.C. Lourdais aurait souhaité le conserver encore quelques saisons.

#### Stade montois
En 1955, Bourdeu signe au Stade montois.

### Carrière internationale
Sa montée en puissance a été rapide, et dès la saison 1949, il a été sélectionné en équipe de France B. Il a également joué pour l'équipe de rugby britannique de l'Army du Rhin et a été choisi à deux reprises pour représenter les Combined Services. Sa performance lui a permis d'évoluer en Équipe de France de rugby à XV.
Jean-Roger Bourdeu dispute son premier test match le 12 janvier 1952 contre l'équipe d'Écosse, et le dernier contre l'équipe d'Angleterre le 28 février 1953. Il a la particularité d'avoir joué à la fois troisième ligne et trois-quart aile dans le Tournoi des cinq nations[réf. nécessaire].

## Palmarès
- Championnat de France de première division : 
  - Champion (2) : 1952 et 1953 (ne joue pas cette dernière finale) (Lourdes)
  - Vice-champion (1) : 1959 (Mont de Marsan)
- Challenge Yves du Manoir :
  - Vainqueur (2) : 1953 (ne joue pas la finale) (Lourdes) et 1960 (Mont-de-Marsan)
  - Finaliste (1) : 1958 (Mont de Marsan)
- Coupe de France :
  - Vainqueur (1) : 1950 (Lourdes)

## Statistiques en équipe nationale
- 9 sélections avec l'équipe de France
- 3 points (1 essai)
- Sélections par année : 6 en 1952, 3 en 1953
- Tournois des Cinq Nations disputés : 1952, 1953.